# 李纬 (演员)
李纬（1919年10月25日—2005年8月21日），原名李志远，男，祖籍江苏，生于河北石家庄，中国电影演员、导演。与李志舆、李农并称为“沪上影坛三兄弟”。2005年被中国电影表演艺术学会评为中国电影百年百位优秀演员。